# Coreodrassus recepsahini
Espèce
Coreodrassus recepsahini est une espèce d'araignées aranéomorphes de la famille des Gnaphosidae.

## Distribution
Cette espèce est endémique de la province de Van en Turquie,. Elle se rencontre vers Saray.

## Description
Le mâle holotype mesure 8,0 mm et la femelle paratype 9,30 mm.

## Systématique et taxinomie
Cette espèce a été décrite par Coşar, Danışman et Marusik en 2024.

## Étymologie
Cette espèce est nommée en l'honneur de Recep Şahin.

## Publication originale
- Coşar, Danışman & Marusik, 2024 : « Two new species belonging to Coreodrassus and Poecilochroa (Aranei: Gnaphosidae) from Anatolia with comments on taxonomy of both genera. » Arthropoda Selecta, vol. 33, no 1, p. 112-124.